# Gibbera prinsepiae
Gibbera prinsepiae är en svampart som först beskrevs av Chona, Munjal & J.N. Kapoor, och fick sitt nu gällande namn av E. Müll. 1959. Gibbera prinsepiae ingår i släktet Gibbera och familjen Venturiaceae.   Inga underarter finns listade i Catalogue of Life.